# Заленже-Велике
Заленже-Велике (пол. Załęże Wielkie) — село в Польщі, у гміні Ружан Маковського повіту Мазовецького воєводства.
Населення — 122 особи (2011).
У 1975-1998 роках село належало до Остроленцького воєводства.

## Демографія
Демографічна структура станом на 31 березня 2011 року:
|          | Загалом | Допрацездатний вік | Працездатний вік | Постпрацездатний вік |
| -------- | ------- | ------------------ | ---------------- | -------------------- |
| Чоловіки | 56      | 13                 | 40               | 3                    |
| Жінки    | 66      | 18                 | 36               | 12                   |
| Разом    | 122     | 31                 | 76               | 15                   |